# Дългокрили прилепи
Дългокрилите прилепи (Miniopterus) са род дребни бозайници от семейство Дългокрили прилепи (Miniopteridae). Включва около 20 вида, разпространени в Австралия, Африка и южните части на Евразия, включително в България.

## Видове
- Miniopterus aelleni
- Miniopterus africanus
- Miniopterus australis
- Miniopterus fraterculus
- Miniopterus fuscus
- Miniopterus gleni
- Miniopterus griveaudi
- Miniopterus inflatus
- Miniopterus macrocneme
- Miniopterus magnater
- Miniopterus majori
- Miniopterus manavi
- Miniopterus medius
- Miniopterus minor
- Miniopterus natalensis
- Miniopterus paululus
- Miniopterus petersoni
- Miniopterus pusillus
- Miniopterus robustior
- Miniopterus schreibersii – Дългокрил прилеп
- Miniopterus sororculus
- Miniopterus tristis